# M26 Pershing
М26 «Першинг» (англ. M26 Pershing) — американський серійний важкий танк часів Другої світової, який у часи війни в Кореї був перекласифікований у середній.

## Історія створення
На початку Другої світової війни американські фахівці сильно недооцінили роль і значення важких танків. У результаті всі зусилля танкобудування в США були сконцентровані на масовому випуску середніх танків М3 і М4. Представлений прототип важкого танка М6 не викликав ентузіазму, і до ідеї розробки важкого танку повернулися тільки після того, як на Східному фронті з'явилися потужні німецькі важкі Тигри і Пантери.
Незабаром був розроблений прототип середнього танка Т20, що мав гармату калібру 76-мм та вдосконалену торсіонну підвіску. У ході випробувань було вирішено замінити гармату на потужнішу (калібру 90-мм), змінити форму башти, внести інші зміни в конструкцію. Почали створювати такі танки, як Т22, Т23, Т25 і Т26. Задовільні результати показав танк Т26Е3, який і було вирішено запустити у виробництво під позначенням M26 Pershing. Оскільки випробування затяглися, у Другій світовій війні взяли участь лише лічені одиниці таких танків.
Перші важкі танки M26 Pershing були доставлені в Європу на початку 1945 року, і вони практично не брали участі у боях. Деяка кількість танків M26 Pershing було перекинуто на Тихоокеанський театр воєнних дій, де вони брали участь у боях із захоплення острова Окінава. У цілому можна сказати, що танки M26 внесли невеликий внесок в перемогу у Другій світовій війні. Проте його заслуга полягає в тому, що американські конструктори змогли винести уроки історії і вперше створили танк, в якому вдало поєднувалося надійне бронювання (від 12 до 102 мм) і потужне озброєння, у тому числі 90-мм гармата, створена на базі зенітної гармати, і три кулемета, два з яких мали калібр 7,62-мм і один зенітний — 12,7-мм.
Конструкція танка M26 Pershing мала й чимало недоліків. Особливо критикували конфігурацію башти, анахронізмом був визнаний курсовий кулемет, від якого згодом відмовилися. Проте надалі на базі танка M26 Pershing були розроблені танки М47 і М48 Паттон.
Важкі танки Pershing активно застосовувалися у війні в Кореї. У свій час, після утворення НАТО, вони складали кістяк американських бронетанкових військ у Європі. Ці машини виготовлялися в різних модифікаціях і варіантах.

## Бойове застосування

### Друга світова війна
M26 тривалий час знаходився в розробці, тому потрапив на війну в самому її кінці. Невелика кількість цих танків була передана в 12-у армійську групу генерала Омара Бредлі і розподілено між 3-ю і 9-ю танковими дивізіями. Перший бій танки взяли в лютому 1945 року. Перша зафіксована втрата танка «Першинг» відбулася 28 лютого  — один танк був підбитий німецьким «Тигром», але пізніше був полагоджений.
Белтон Купер, під час війни — офіцер служби озброєнь в бойовому командуванні 3-ї танкової дивізії, згадує про «Першинг» в книзі своїх мемуарів. За його словами, десять танків «Першинг» прибули в 3-ю танкову дивізію на початку лютого 1945 року. Купер стверджує, що ці танки могли б надійти туди раніше, якби не протидія з боку генерала Паттона, який вважав танки «Шерман» найкращими. Свою перевагу Паттон пояснював тим, що «Шерман» споживає менше палива і має кращі ходові якості, ніж «Першинг». На той час, до якого відносяться заперечення Паттона, відносна слабкість озброєння «Шермана» і недостатній його броньовий захист ще не були настільки очевидними.

### Війна в Кореї

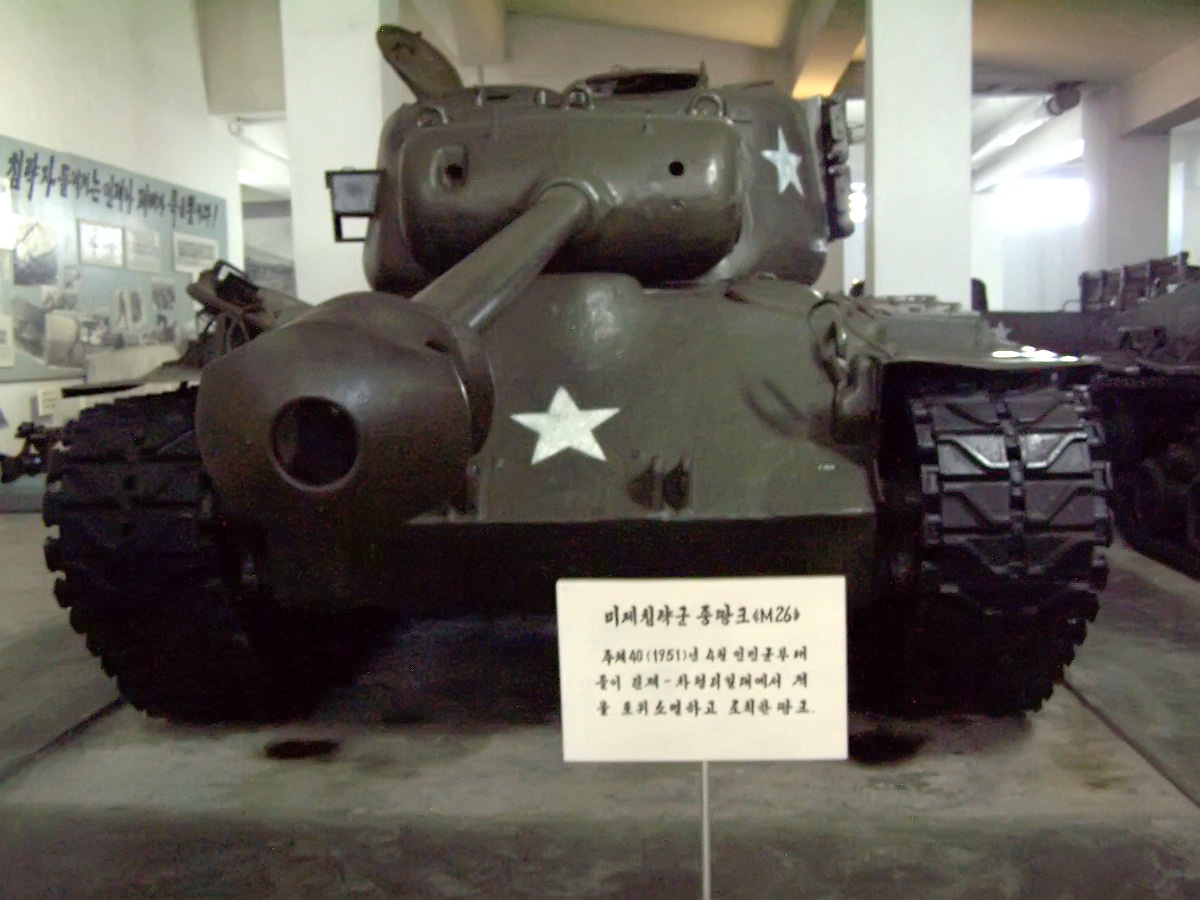
Трофейний американський M26 «Першинг», захоплений північнокорейською армією під час війни в Кореї

Танки «Першинг» також брали участь у війні в Кореї, хоча туди було послано відносно невелика кількість танків, оскільки командири доповідали з фронту, що «Корея  — країна, не дуже придатна для танків». Офіційна історія армії США стверджує навіть, що деякі з танків «Першинг» були заради цього зняті з п'єдесталів в Форт-Нокс, де вони на той час служили меморіалами Другої світової війни. Всього за 1950 рік було надіслано 309 танків «Першинг». У ході війни танки M26 знищили 29 північнокорейських Т-34-85. За американськими даними, північнокорейським «тридцятьчетвіркам» вдалося підбити 6 «Першингів».
На «Першингу» здійснив свій подвиг екіпаж сержанта Е. Коума, що знищив в бою понад 250 північнокорейських солдатів.

## Конструкція

### Трансмісія
Первинний планетарний редуктор, триступеневий гідротрансформатор типу «Лісхольм-Сміт», трьохшвидкісна планетарна коробка передач з сервогідравлічним управлінням, подвійний диференціал типу «Клетрак», одноступінчаті бортові передачі.

### Ходова частина
Шість обрезиненних опорних котків на борт, п'ять обрезиненних підтримуючих котків, лінивець, ведуче колесо заднього розташування зі знімними зубчастими вінцями (зачеплення цівкове), підвіска торсіонна; гусениця шириною 609,6 мм з резино-металлічними шарнірами.

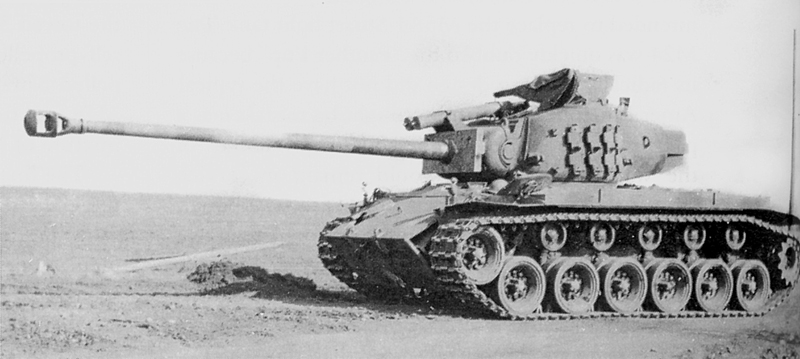
«Супер Першинг» на випробуваннях у Європі.